# Giovanni Burlando
Giovanni Burlando (Genova, 23 dicembre 1939 – Genova, 27 ottobre 2017) è stato un pilota motociclistico italiano.

## Biografia
Meccanico e appassionato dei motori già dall'età di 13 anni, debutta nelle corse nel 1958 con una Benelli 125; è stato pluricampione del campionato Italiano Velocità in Salita.
Con più di 850 gare disputate in oltre 50 anni di carriera, numerosissime vittorie e 21 campionati vinti, si è guadagnato il titolo di "Re delle gare in salita". Numerosissime altrettanto le moto guidate, dalle italiane Aermacchi Ala d'Oro 125, Moto Morini 125 e 175 Settebello, MotoBi 125, Benelli 250 REC, Perugina 175, Leoncino 125, Ducati 125, Ducati 250Mono, sino alle Giapponesi Honda 125 bialbero GP, Yamaha 250TZ, Suzuki 500.
Nonostante la predilezione per le gare in salita, negli anni 60, si distingue anche nelle gare su pista correndo numerose volte sul circuito di Ospedaletti raggiungendo un 4º posto nella classe 125; nel motomondiale 1967 partecipa al GP delle Nazioni in classe 125 e nella prova vinta dal britannico Bill Ivy si piazza al 5º posto e 1º tra i piloti italiani alla guida della Honda 125 bialbero GP
Con l'Aletta 125 vince 4 Campionati Velocità in Salita, nel 1975 passa alla Benelli con la quale vince 6 Campionati nella classe 250 e successivamente ne vince altri 7 con la Ducati 250. Con la MotoBi 125 conquista il campionato Italiano Velocità in Salita nel 1965, 1966, 1967 e 1969.

## Oltre le competizioni
Interpretando il ruolo di se stesso, Burlando partecipa alla realizzazione del docufilm "Giovanni Burlando's Vision", ripercorrendo gli anni d'oro delle gare in salita.
Realizzato nel 2015 dal videomaker Ugo Roffi il film è stato selezionato nei più importanti festival cinematografici internazionali a tema motociclistico, quali quelli di New York, Lisbona e Toronto; in quest'ultimo, nel 2017 viene premiato «per la sua interpretazione, passione, umiltà ed onestà», vincendo nella sezione “Best Short Film”.

## Risultati nel motomondiale
| 1967 | Classe | Moto  |  |   |   |  |   |    |   |   |   |   |   |   |   | Punti | Pos. |
| ---- | ------ | ----- |  | - | - |  | - | -- | - | - | - | - | - | - | - | ----- | ---- |
| 1967 | 125    | Honda |  | - | - |  | - | NE | - | - | - | - | 5 | - | - | 2     | 21º  |

| 1968 | Classe | Moto  |  |  |  |  |    |  |  |  |  |     |  |  |  | Punti | Pos. |
| ---- | ------ | ----- |  |  |  |  | -- |  |  |  |  | --- |  |  |  | ----- | ---- |
| 1968 | 125    | Honda |  |  |  |  | NE |  |  |  |  | Rit |  |  |  | 0     |      |

| Legenda | 1º posto        | 2º posto            | 3º posto            | A punti      | Senza punti        | Grassetto – Pole position Corsivo – Giro più veloce |
| Legenda | Gara non valida | Non qual./Non part. | Ritirato/Non class. | Squalificato | '-' Dato non disp. | Grassetto – Pole position Corsivo – Giro più veloce |